# Нура (Еребру)
Нура (швед. Nora) — містечко (tätort, міське поселення) на Півдні Швеції в лені  Еребру. Адміністративний центр комуни Нура.

## Географія
Містечко знаходиться у центральній частині лена  Еребру за 170 км на захід від Стокгольма.

## Історія
Нура отримала королівський привілей 1643 року. 
У місті досі збереглося багато дерев'яних будинків, збудованих у XVIII і XIX століттях, які вціліли від пожеж і знесення. Це зробило Нору одним із найкращих «дерев'яних» міст Швеції. 
Перша звичайна залізнична колія в Швеції була відкрита для громадськості в 1856 р. між Нурою і Ерваллою.

## Герб міста
Від XVII століття місто Нура використовувало герб. Він був зафіксований у королівському привілеї 1643 року. Герб міста Нура отримав королівське затвердження 1947 року.  
Сюжет герба: у срібному полі з зеленої основи виходять три зелені ялини, а між ними —  ще по одній такій же меншого розміру.
Символи вказують на місцеві природні особливості.
Після адміністративно-територіальної реформи, проведеної в Швеції на початку 1970-х років, муніципальні герби стали використовуватися лишень комунами. Цей герб був 1971 року перебраний для нової комуни Нура. 

## Населення
Населення становить 6 740 мешканців (2018).

## Спорт
У поселенні базується футбольний клуб Нура БК, гандбольний ІФК Нура, клуб бенді (хокей з м'ячем) Нітро/Нура БС та інші.

## Галерея

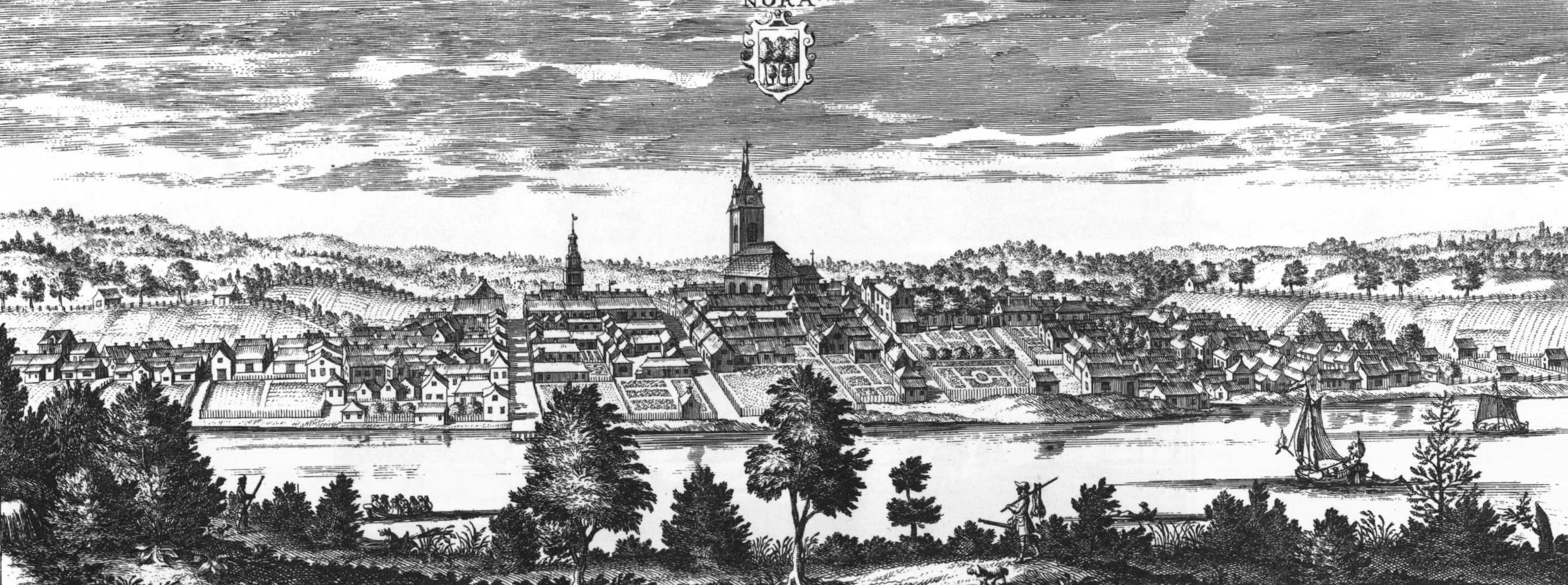
Гравюра з панорамою міста Нура (біля 1700 р.)

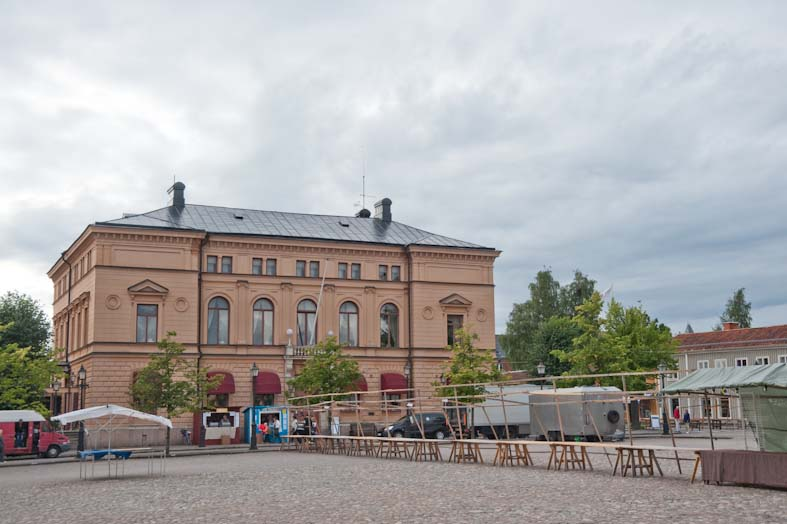
Готель
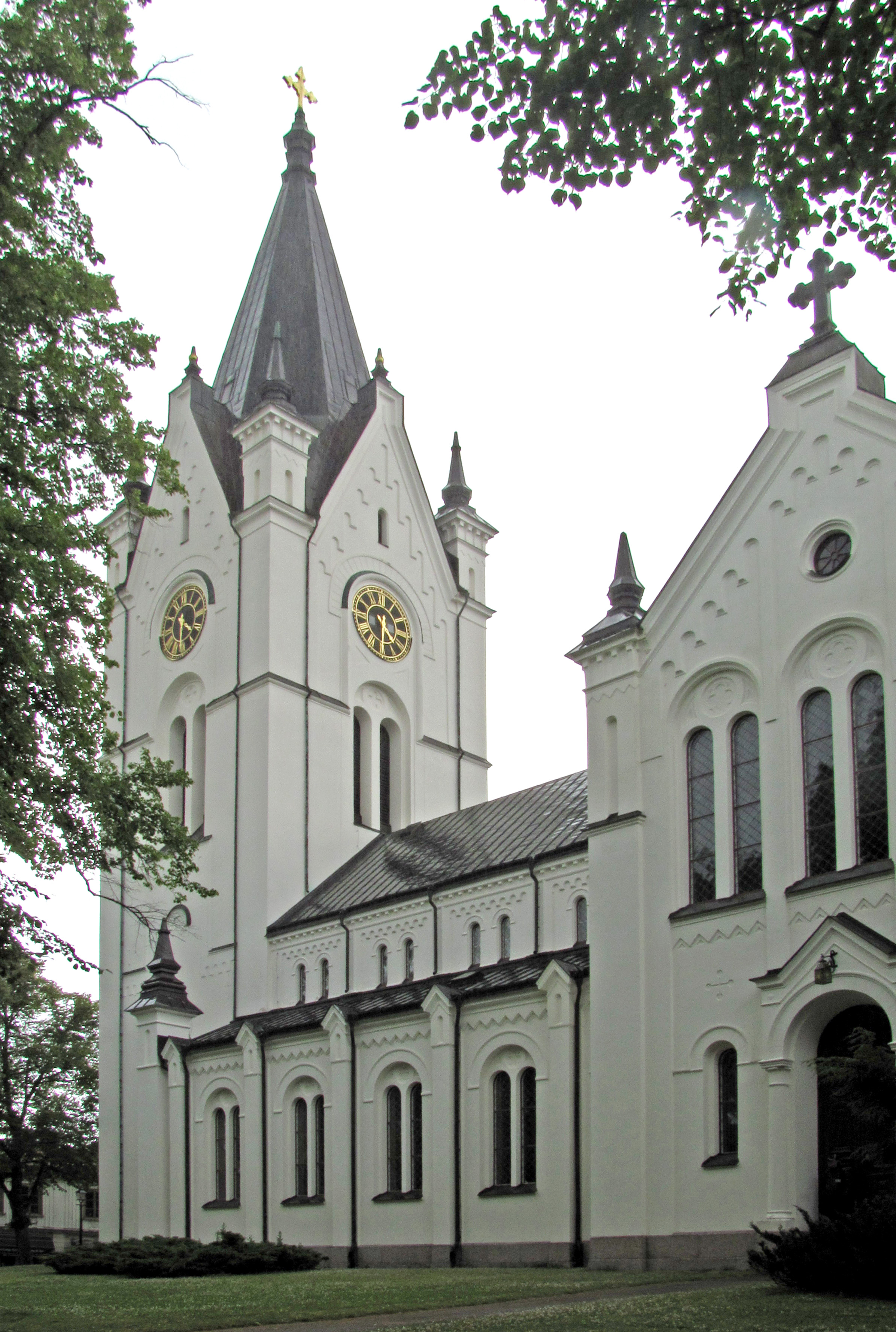
Церква
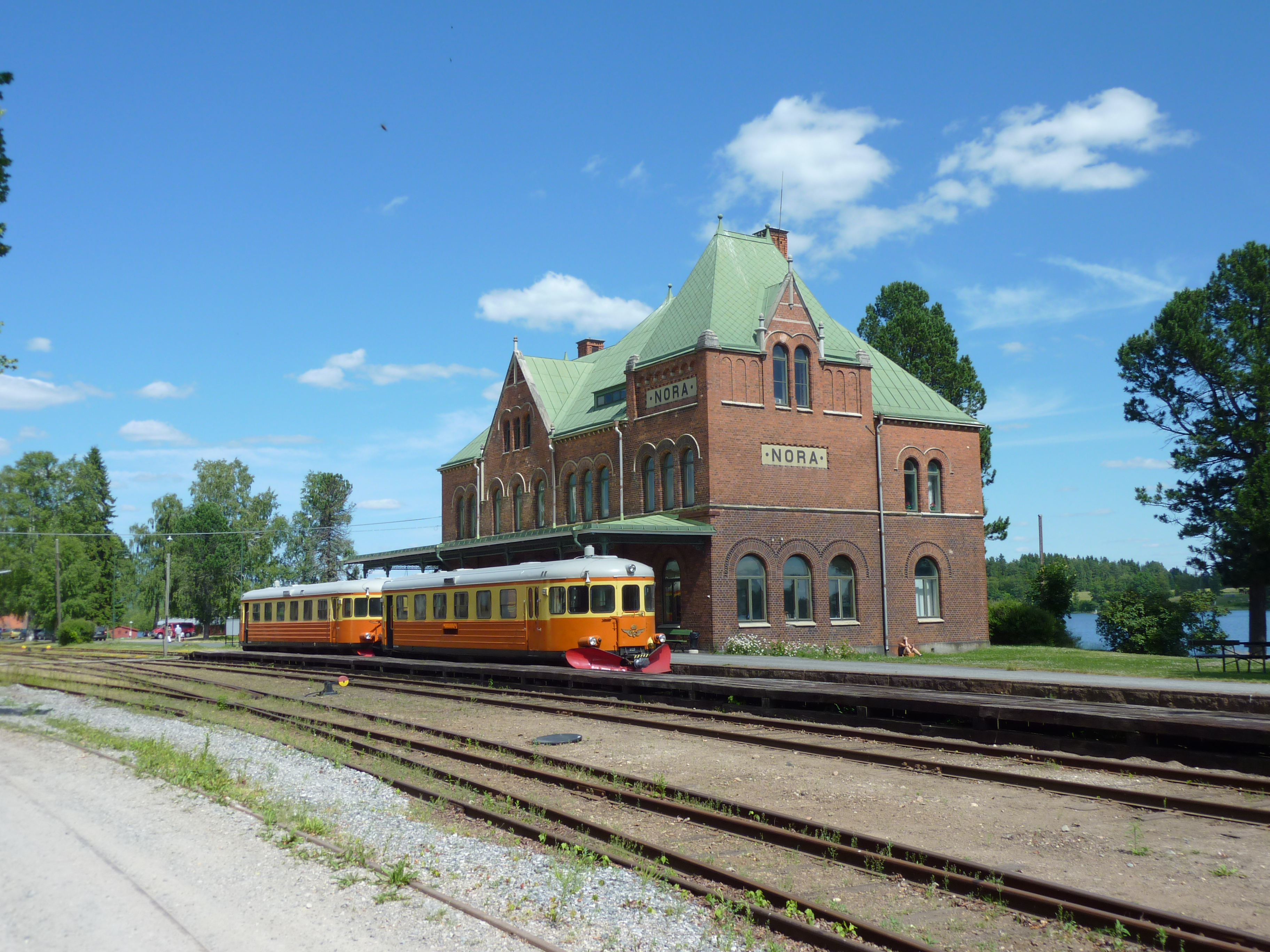
Залізнична станція
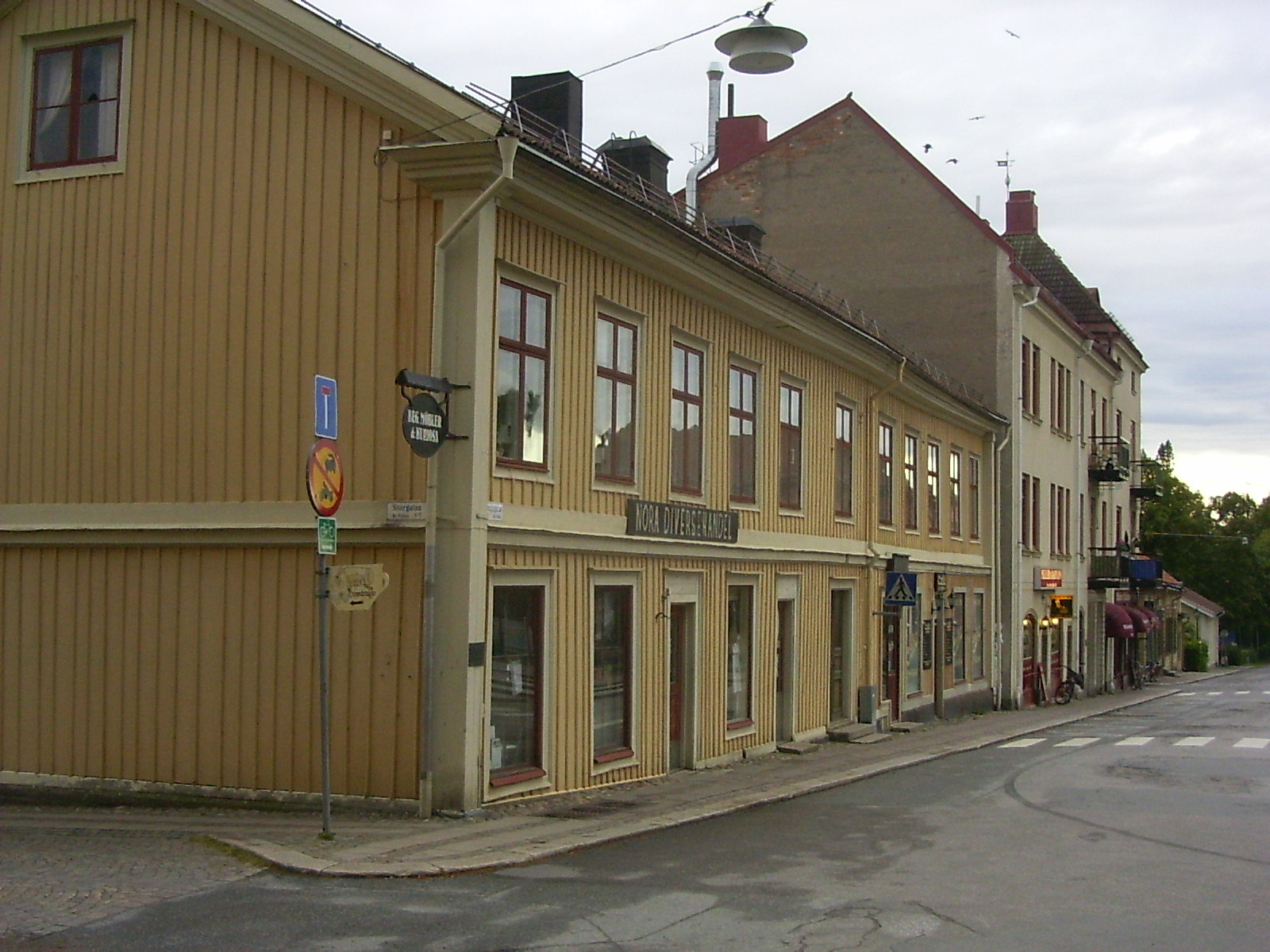
У центрі міста